# كارلوس لافادو
كارلوس لافادو (بالإسبانية: Carlos Lavado) هو متسابق دراجات نارية فنزويلي فاز ببطولة سباق الجائزة الكبرى للدراجات النارية. نافس في سباقات بطولة العالم لفئة 350 سي سي ولفئة 250 سي سي ولفئة 50 سي سي.

## البطولات
- سباق الجائزة الكبرى للدراجات النارية 1983
- سباق الجائزة الكبرى للدراجات النارية 1986

## روابط خارجية
- كارلوس لافادو على موقع MotoGP.com (الإنجليزية)